# Stratocumulus volutus
Lo stratocumulus volutus è una specie rara di stratocumuli, che si forma tipicamente da sola. Volutus è tradotto dal latino, che significa girare, dato che viene descritto come una nuvola che rotola . Gli stratocumulus volutus sono nubi basse, che si formano ad altitudine inferiore ai 2.000 metri. Le nubi di specie volutus sono molto più comuni sotto forma di stratocumuli, al contrario degli altocumuli volutus che sono più rari. Gli stratocumuli volutus possono generare delle precipitazioni, anche se sono deboli e durano al massimo pochi minuti . Gli stratocumulus volutus hanno di solito una forma arrotondata ma talvolta si formano a strati.